# Al Jean

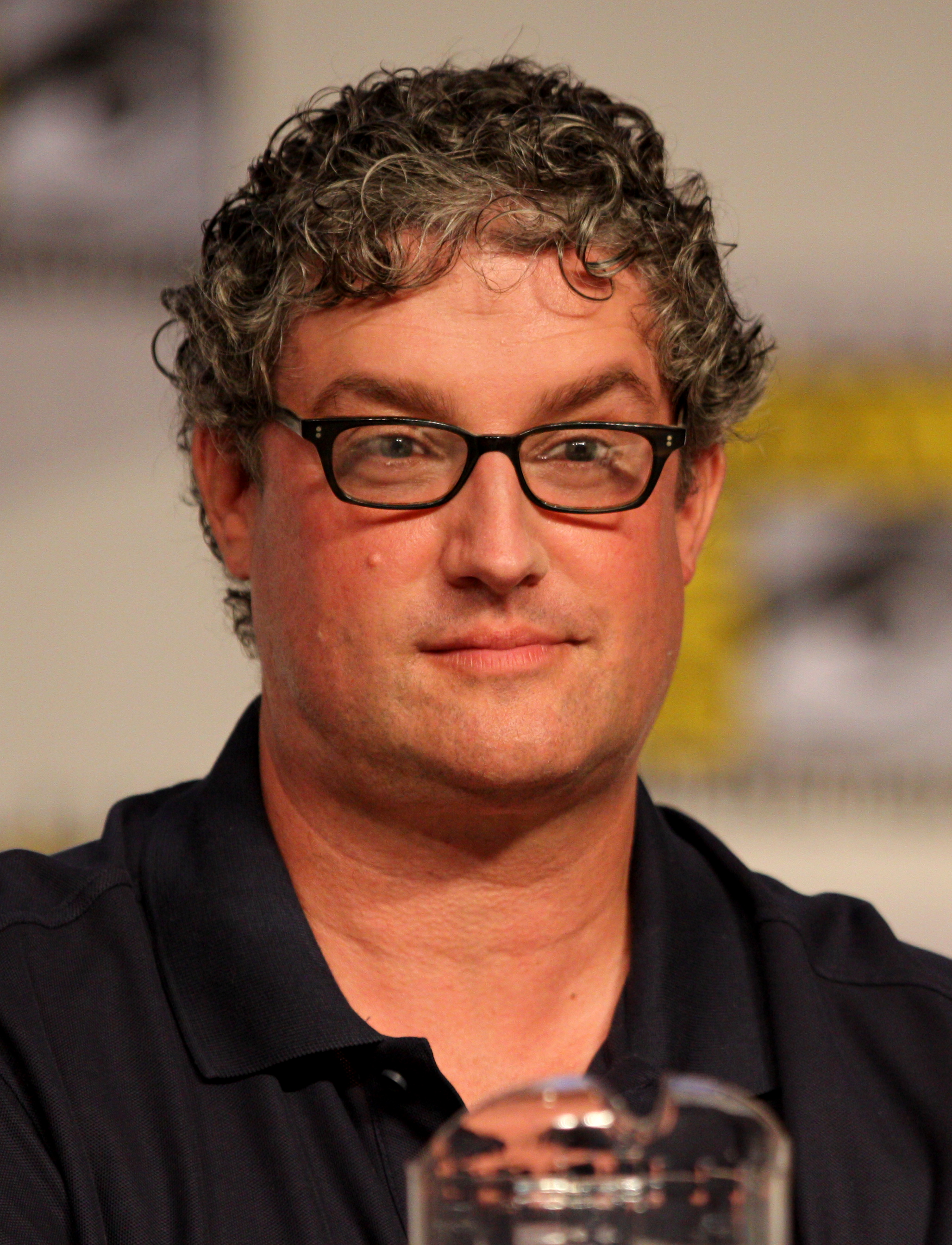
Al Jean (2010)

Albert Ernest „Al“ Jean III (* 9. Januar 1961 in Farmington Hills, Michigan) ist ein US-amerikanischer Drehbuchautor und Produzent.
Jean wuchs in Detroit auf und studierte in Harvard. Er ist der derzeitige Showrunner der Serie Die Simpsons. Seit Beginn der Serie war er als Autor und Produzent beteiligt. Gemeinsam mit Mike Reiss war er als Showrunner für die dritte und vierte Staffel tätig. Seit der 13. Staffel ist Jean der alleinige Showrunner der Serie. Daneben war er Produzent der Serie The Critic und Autor für Alf.
Im Zuge seiner Beteiligung an Die Simpsons wurde Jean mit zahlreichen Preisen ausgezeichnet. Bisher gewann er neun Emmys.